# Drei Gleichen (Gemeinde)
Drei Gleichen település Németországban, azon belül Türingiában. Lakosainak száma 7826 fő (2023. december 31.).

## Népesség
A település népességének változása:
| Lakosok száma | 5065 | 7951 | 7931 | 7940 | 7935 | 7826 |
|               | 2015 | 2017 | 2019 | 2021 | 2022 | 2023 |